# 回合制战略游戏
回合制策略游戏（英語：Turn-Based Strategy，簡稱TBS）是策略遊戲的一种類型，所有的玩家輪流並輪到屬於自己的回合，只有輪到自己的回合，才能够进行操纵。早期的战略由于硬件运算能力有限，在考量游戏乐趣的情況下，多半采取这种形式。由於早期此類遊戲都歸類為模擬遊戲（Simulation game，SLG），所以也會以SLG代稱回合制策略游戏。
此类游戏的流行起源于桌面游戏，特别是戰棋。这些游戏的特点包括剧情较少，单人模式的游戏有很大部分都是參考历史上的战役；其他的如著名系列文明、战岛、BattleTech。

## 分类

### 战棋类游戏
- SLG(Simulation Game)：角色扮演因素较少，战斗以整体策略为主。[1]
- SRPG(Strategy Role-Playing Game)：角色扮演因素为主，战斗为回合制，通常己方人员较少，特别依靠培养系统铸造的强人。

### 半即时制
使用行动点数或体力系统，基于角色行动需要而设定的耗时系统或者行动速度的差异。以击败所以敌人获得胜利。
卡牌制
每回合玩家會隨機獲得一定卡牌，玩家每回合依照上場角色數量，除了可以直接使用卡牌，還可以合成卡牌獲得更強力的卡牌，以击败所以敌人获得胜利。

## 特点
战争或者战斗，大部分特色存在於戰前补。戰鬥中恢复和后勤力量。像是调配人员和装备，设定起始位置等。

## 行动制度的发展
发展出一种半即时制，以行动点数决定动作，更加细化，在小范围战斗中更为逼真。如UFO: Alien Invasion，使用秒种作为单位，而且留有单位自动反击特性消除了一些回合制带来的非真实影响。

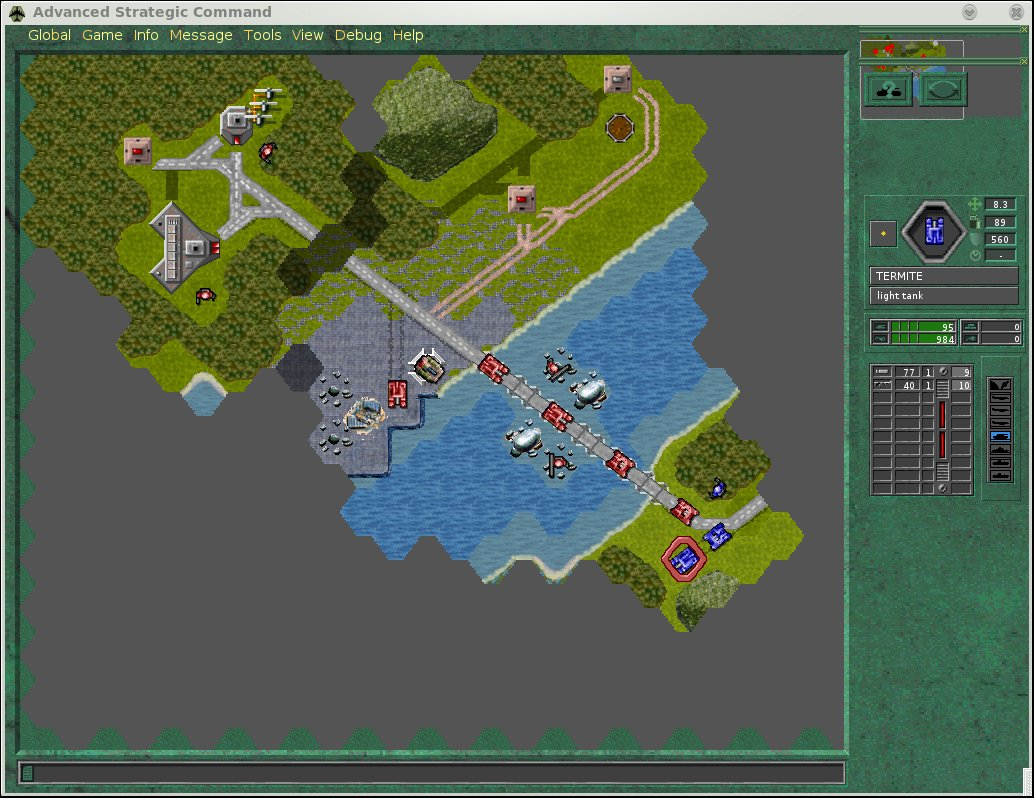
取自战岛复刻作品Advanced Strategic Command

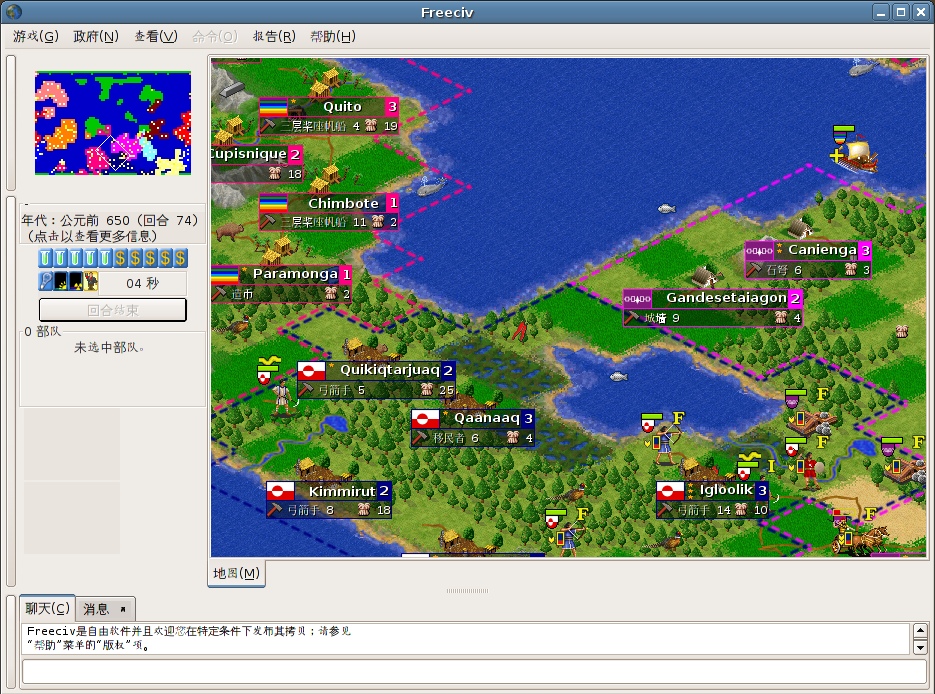
Freeciv 2.1beta1截图

## 文化地域差异

### 欧美
欧洲是图版游戏的盛行地区。近几年又融合了RTS要素的战斗过程。
属于此类（如Battle For Wesnoth）。
起源于桌面游戏的战锤系列系列(少部分为即时制)最著名。
魔幻类的包括著名的魔法门与英雄无敌系列、神域等。
Ancient Chronicles。

### 东亚

#### 日本
多数追求探索或爽快感，忽视多人游戏的平衡性。往往使用原创的玄幻、奇幻背景，多是日本的"剑与魔法"。相对多数日式游戏而言，电脑上作品较多。游戏机为主的系列包括，机器人大战系列、火焰之纹章系列和梦幻模拟战系列等只出现在游戏机。
任天堂的高级战争是少数强调对战的日产游戏，在本土并不如个人电脑上比较著名的该类型游戏包括日本光荣公司出品的《三国志》系列、《信長之野望》系列以及SystemSoft的名作《大戰略》系列，《光明與黑暗續戰篇》系列，AliceSoft的名作 《大帝國》。

#### 中華民國
台湾作品风格受日本影响更大。台湾的《天使帝国》系列、《炎龍騎士團》、《致命武力》、《天地劫：神魔至尊傳》、《風色幻想系列》等奇幻較為有名，也有留美学生主创的世纪战略现代战争类，但受众很少。

#### 中華人民共和國
特点相对稍微倾向于欧美，大陆出名的有抗日地雷战、决战朝鲜、百年骑士团等。

#### 香港特別行政區
熊猫软件出品的赤壁属于SRPG。